# 安吉拉·索莫-波登伯格
安吉拉·索莫-波登伯格（Angela Sommer-Bodenburg，1948年12月18日—），德国著名儿童文学作家。
她出生于德国北部石勒苏益格-荷尔斯泰因州的Reinbek市。早年大学本科就读社会学，心理学和教育学，并曾在汉堡担任过小学老师。从1984年开始她成为自由作者，曾居住于德国Prinzemoor市，目前定居于美国新墨西哥州的Silver City市，从事写作和绘画。

## 主要成就
她最著名的著作为儿童文学《小吸血鬼》(Der kleine Vampir)。她的著作被翻译成三十多种语言，并被改编成舞台剧，电视剧，电影，电台节目和广播剧作品。
作为画家，安吉拉从1992年定居美国之后总计完成绘画约50幅。在2001年到2004年期间她是美国Escondido市都市艺术画廊下属的Escondido艺术协会(Escondido Arts Partnership)的会员，并多次展览其作品,她的画Vigilance曾获得过第二名。 